# Electroretard
Electroretard (рус. Электроотсталый) — студийный альбом американской сладж-метал-группы Melvins, который был издан в 2001 году на лейбле Man's Ruin Records.

## Об альбоме
Альбом содержит три кавера и пять переработанных версий старых песен. Вступительный трек «Shit Storm» представляет собой перевёрнутую (записанную задом наперёд) версию песни «Revolve» из альбома Stoner Witch (1994), с добавлением эффектов и ударных. В альбоме также присутствует версия песни «Revolve», идущая в нормальном направлении. Песня «Gluey Porch Treatments» из альбома Gluey Porch Treatments (1987), «Lovely Butterflies» — из Honky (1997), «Tipping the Lion» — из Stag (1996).

## Список композиций
| №  | Название                                       | Длительность |
| -- | ---------------------------------------------- | ------------ |
| 1. | «Shit Storm»                                   | 4:06         |
| 2. | «Youth of America (кавер на Wipers)»           | 9:16         |
| 3. | «Gluey Porch Treatments»                       | 0:47         |
| 4. | «Revolve»                                      | 4:20         |
| 5. | «Missing (кавер на Cows)»                      | 4:09         |
| 6. | «Lovely Butterflies»                           | 6:02         |
| 7. | «Tipping the Lion»                             | 3:47         |
| 8. | «Interstellar Overdrive (кавер на Pink Floyd)» | 9:49         |

## Над альбомом работали

### Участники группы
- Марк Дьютром — басс (песни 1, 7, 8)
- Базз Осборн — гитара, вокал
- Дейл Кровер — ударные, гитара, бэк-вокал, орган
- Кевин Рутманис — басс, бэк-вокал

### Прочие
- Тим Грин — звукорежиссура (песни 1-6)
- Майкл Розон — микшеринг (песни 1-6)
- Джо Барреси — звукорежиссура, микшеринг (песни 7-8)
- Джон Голден — мастеринг
- Фрэнк Козик — дизайн обложки альбома